# Academia de Música de Cracovia

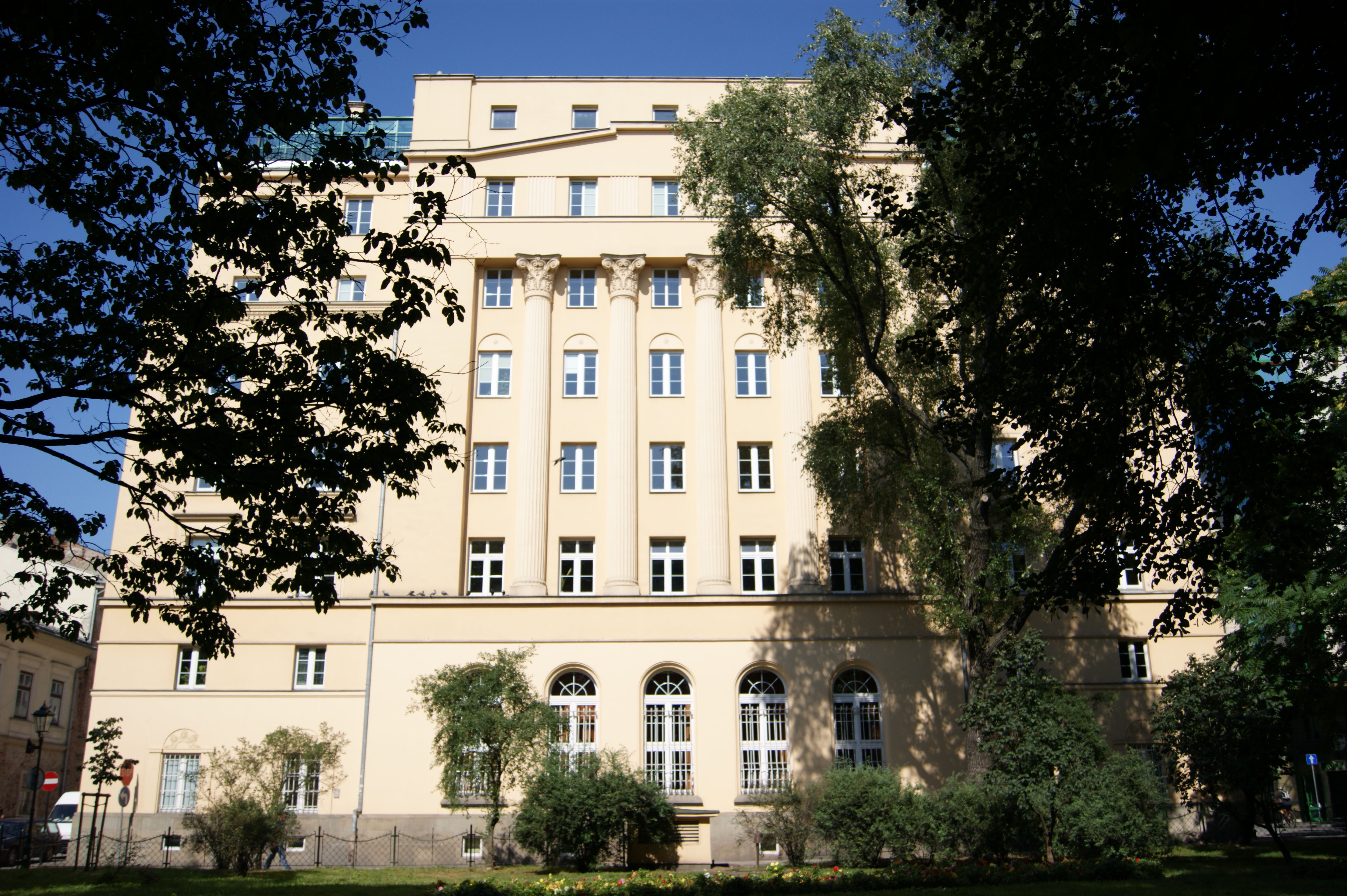
Academia de Música en Cracovia.

La Academia de Música de Cracovia (en polaco: Akademia Muzyczna w Krakowie) es un conservatorio localizado en el centro de Cracovia (Polonia). Es el alma máter del renombrado compositor contemporáneo polaco Krzysztof Penderecki, quien fue también su rector durante 15 años. La Academia es la única de Polonia que logró tener hasta dos ganadores en el Concurso Internacional de Chopin en Varsovia (Halina Czerny-Stefańska y Adam Harasiewicz) así como unos cuantos premiados posteriores y ganadores entre sus alumnos.

## Historia
La Academia fue fundada en 1888 por el destacado compositor polaco Władysław Żeleński gracias a sus lazos artísticos y patrocinio de la Princesa Marcelina Czartoryska, que fue concertista y discípulo de Frédéric Chopin. Hasta 1945 funcionó como conservatorio bajo el nombre de "Academia Superior de Música de Cracovia". Durante las particiones de Polonia, cuando la región de la Pequeña Polonia, incluida Cracovia, estuvo gobernada por el Imperio austriaco al final del siglo XVIII, fue necesario obtener el consentimiento de la administración austriaca y cumplir los requisitos imperiales puestos para todos los conservatorios. La escuela fue reabierta y estuvo inspeccionada por Joseph Dachs y Johann Fuchs, ambos profesores del Conservatorio de Viena, de quienes recibió su opinión entusiasmada. Disfrutó un periodo de crecimiento grande en el s. XX hasta la Segunda Guerra Mundial, bajo los directores Wiktor Barabasz y Boleslaw Wallek-Walewski.
El profesorado incluía profesionales tales como Zbigniew Drzewiecki, Jan Hiel, Zdzisław Jachimecki, Egon Petri y Severin Eisenberger.
Fue cerrado durante la ocupación Alemana de 1939-1945, especialmente después de Sonderaktion Krakau en 1939, el conservatorio continuó sus actividades clandestinas y finalmente fue reabierto el 1 de septiembre de 1945. Se convirtió en la más alta escuela estatal de Música en 1 de febrero de 1946 bajo su primer rector, el Prof. Zbigniew Drzewiecki. En 1979 obtuvo el título de Academia de Música. El 1 de octubre de 2000 la Academia inauguró su nueva sede en la calle Sto. Tomás 41-43 (ul. Sw. Tomasza).

## Estructura

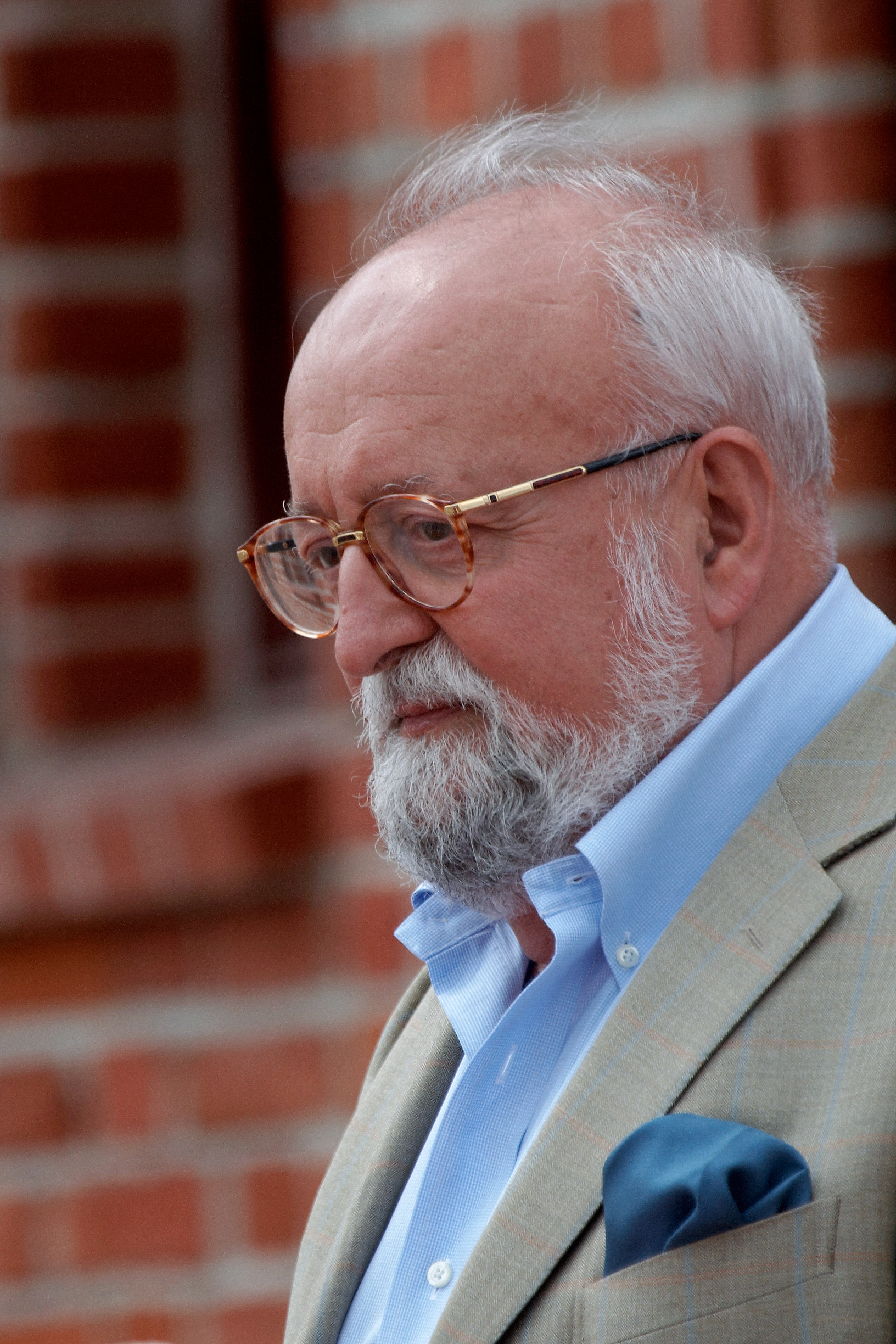
Compositor Krzysztof Penderecki (n. 1933)

### Facultad de Composición Musical, Interpretación, Análisis y Educación
- Instituto de Composición, Dirección Orquestal y Teoría de Música
- Instituto de Música Coral y Educación Musical
- Instituto de Música de Iglesia

- Departamento de Composición
- Departamento de Dirección orquestal
- Departamento de Teoría y Análisis
- Departamento de Teoría y Aural Formación
- Departamento de Música Coral
- Departamento de Educación Musical
- Estudio de música Electro-acústica

### Facultad Instrumental
- Departamento de piano
- Departamento de órgano
- Departamento de Instrumentos de viento, Percusión y Acordicon
- Departamento de Música Barroca y Clavecín
- Departamento de Violín y Viola
- Departamento de Chelo y Contrabajo
- Departamento de Música de cámara
- Departamento de Jazz y Música contemporánea

### Facultad de Voz y Opera
- Departamento vocal

## Personas asociadas con la Academia

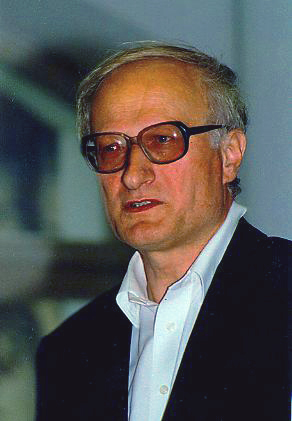
Compositor Krzysztof Meyer (n. 1943)

### Alumnos Notables
La lista no incluye graduados que más tarde se convirtieron en personal de la Academia.
- Halina Czerny-Stefańska (pianista)
- Adam Harasiewicz (pianista)
- Jan Hoffman (pianista)
- Kazimierz Kord (Director)
- Adam Kopyciński (director)
- Abel Korzeniowski (compositor musical de bandas sonoras para películas)
- Waldemar Maciszewski (pianista)
- Władysława Markiewiczówna (pianista)

De estudios de posgrado
- Lidia Grychtołówna (pianista)
- Wojciech Kilar (Compositor)

### Personal notable

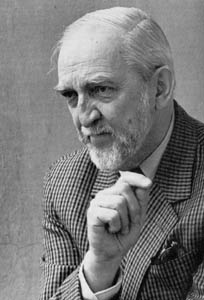
Compositor Bogusław Schaeffer, n. 1929

#### Académicos Antes de la Segunda Guerra Mundial
- Zbigniew Drzewiecki
- Jan Hiel
- Zdzisław Jachimecki
- Egon Petri
- Severin Eisenberger

#### Académicos Después de 1945
También graduado de la Academia:
- Jerzy Katlewicz (director)
- Krzysztof Meyer (compositor)
- Krzysztof Penderecki (Compositor)
- Andrzej Pikul (pianista)
- Paweł Przytocki (Director)
- Bogusław Schaeffer (Compositor)
- Stanisław Skrowaczewski (Director)
- Regina Smendzianka (pianista)
- Henryk Jarzynski (violín)

No-licenciados
- Peter Holtslag (registrador y flauta travesera)
- Stefan Kisielewski (compositor)
- Bolesław Kon (pianista)
- Romano Palester (compositor)
- Katarzyna Popowa-Zydroń (pianista)
- Ada Sari (cantante)
- Eugenia Umińska (Violinista)
- Bolesław Woytowicz (Compositor y pianista)
- Tadeusz Żmudziński (pianista)

### Doctoreshonoris causa
- 1994 – Krzysztof Penderecki
- 1997 – Paul Sacher
- 2001 – Mieczysław Tomaszewski
- 2003 – Helmuth Rilling
- 2005 - Lukas Peter Graf
- 2007 – Krystyna Moszumańska-Nazar
- 2008 – Henryk Mikołaj Górecki
- 2013 – Paul Badura-Skoda